# Camilo Soares de Moura
Camilo Soares de Moura (Ubá, 29 de outubro de 1869 — 9 de janeiro de 1945) foi um político brasileiro.
Foi presidente de Mato Grosso, de 9 de fevereiro a 13 de agosto de 1917 e de 30 de novembro de 1917 a 22 de janeiro de 1918.